# NGC 4395
NGC 4395 est une galaxie spirale (barrée ?) rapprochée de type magellanique située dans la constellation des Chiens de chasse. NGC 4395 a été découverte par l'astronome germano-britannique William Herschel en 1786.

## Caractéristiques

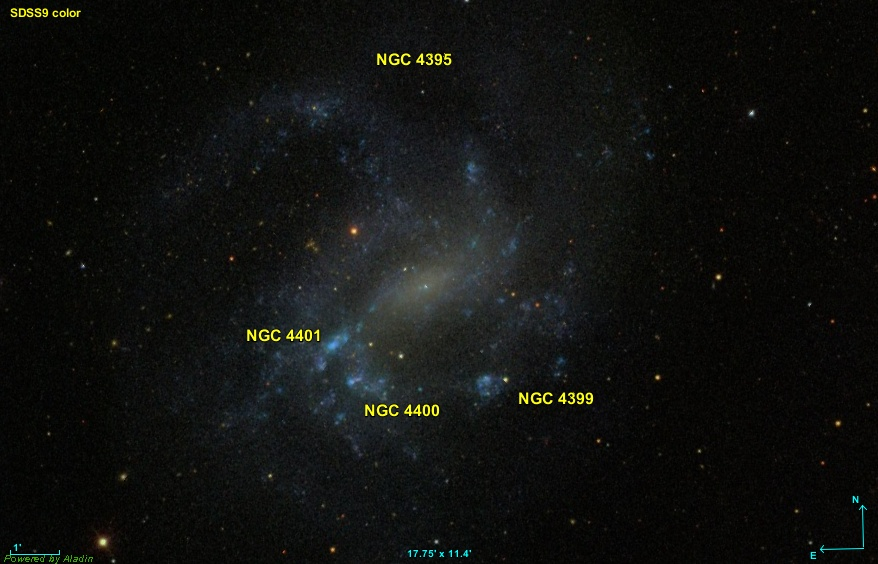
Les trois régions HII de NGC 4395.

La classe de luminosité de NGC 4395 est V et elle présente une large raie HI. C'est aussi une galaxie LINER, c'est-à-dire une galaxie dont le noyau présente un spectre d'émission caractérisé par de larges raies d'atomes faiblement ionisés. NGC 4395 renferme plusieurs régions HII très brillantes qui ont leur propre désignations au New General Catalogue, soit NGC 4399, NGC 4400 et NGC 4401.

### Distance
Sa vitesse par rapport au fond diffus cosmologique est de 585 ± 19 km/s, ce qui correspond à une distance de Hubble de 8,63 ± 0,66 Mpc (∼28,1 millions d'al).
À ce jour,17 mesures non basées sur le décalage vers le rouge (redshift) donnent une distance de 4,261 ± 1,090 Mpc (∼13,9 millions d'al), ce qui est à l'intérieur des valeurs de la distance de Hubble. Étant donné la proximité de cette galaxie avec le Groupe local, cette valeur est fort probablement plus près de sa distance réelle.

### Morphologie
NGC 4395 a été utilisée par Gérard de Vaucouleurs comme une galaxie de type morphologique SAB(s)dm dans son atlas des galaxies,.

### Galaxie de Seyfert
De plus, c'est une galaxie active de type Seyfert 1.8.

### Brillance de surface
En raison d'une brillance de surface égale à 15,60 mag/am2, on peut qualifier NGC 4395 de galaxie à faible brillance de surface (LSB en anglais pour low surface brightness). Les galaxies LSB sont des galaxies diffuses (D) avec une brillance de surface inférieure de moins d'une magnitude à celle du ciel nocturne ambiant.

## Trou noir central
Le noyau de NGC 4631 renferme un trou noir central mais de masse vraiment très petite comparée à la masse des trous noirs supermassifs connus. Des observations du spectre UV de la galaxie réalisées à l'aide du télescope spatial Hubble en 2005 concluait à une masse de 3,6+1,1
 −1,1 × 105 {\displaystyle M_{\odot }}.
Selon les auteurs d'un article publié en 2012, la connaissance de la masse d'un trou noir central et du taux d'accrétion par celui-ci permet d'estimer le taux de formation d'étoiles dans la région centrale des galaxies de type Seyfert. Ce taux pour NGC 4395 serait à l'intérieur et à l'extérieur d'un rayon de 1 kpc respectivement de 0,001 3 {\displaystyle M_{\odot }}/an  et de 0,020 {\displaystyle M_{\odot }}/an
.
Une étude plus récente publiée en juin 2019 dans la revue Nature concluait à une masse encore plus petite, soit 10 000 masses solaires. Cette étude est basée sur le mouvement des gaz et des étoiles de cette galaxie. Cette valeur se situe dans la fourchette acceptée pour la masse d'un trou noir intermédiaire, soit de 100 à 10 000 masses solaires.

## Groupe de NGC 4631
Selon A.M. Garcia, la galaxie NGC 4395 fait partie d'un groupe de galaxies qui compte au moins 14 membres, le groupe de NGC 4631. Les autres membres sont NGC 4150, NGC 4163, NGC 4190, NGC 4214, NGC 4244, NGC 4308, NGC 4631, NGC 4656, IC 779, MCG 6-28-0, UGC 7605, UGC 7698, UGCA 276.
Selon Abraham Mahtessian, quatre des galaxies de ce groupe (NGC 4163, NGC 4190, NGC 4214 et NGC 4244) font partite du groupe de NGC 4214, la galaxie la plus brillante. Mahtessian mentionne aussi appartenance de NGC 4395 au groupe de NGC 4631, mais il n'y figure que cinq galaxies. En plus de NGC 4935, de NGC 4631 et de NGC 4656, deux autres galaxies non présentent dans la liste de Garcia y figurent, soit NGC 4509 et NGC 4627. Garcia place plutôt la galaxie NGC 4509 dans le groupe de NGC 4274.

## Galerie

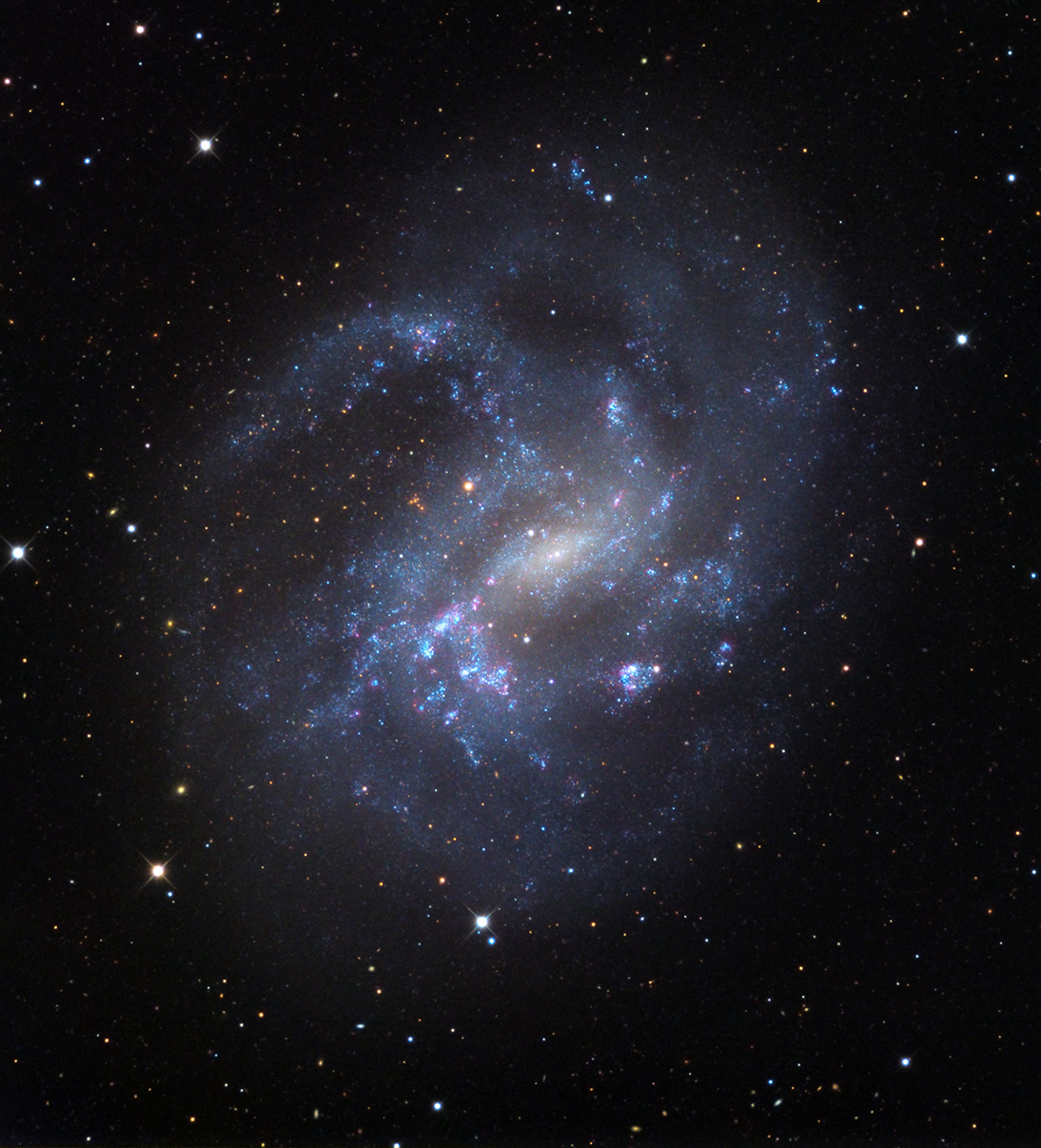
NGC 4395 capté par le télescope Shulman de l'observatoire du mont Lemmon de l'université de l'Arizona. (Adam Block)
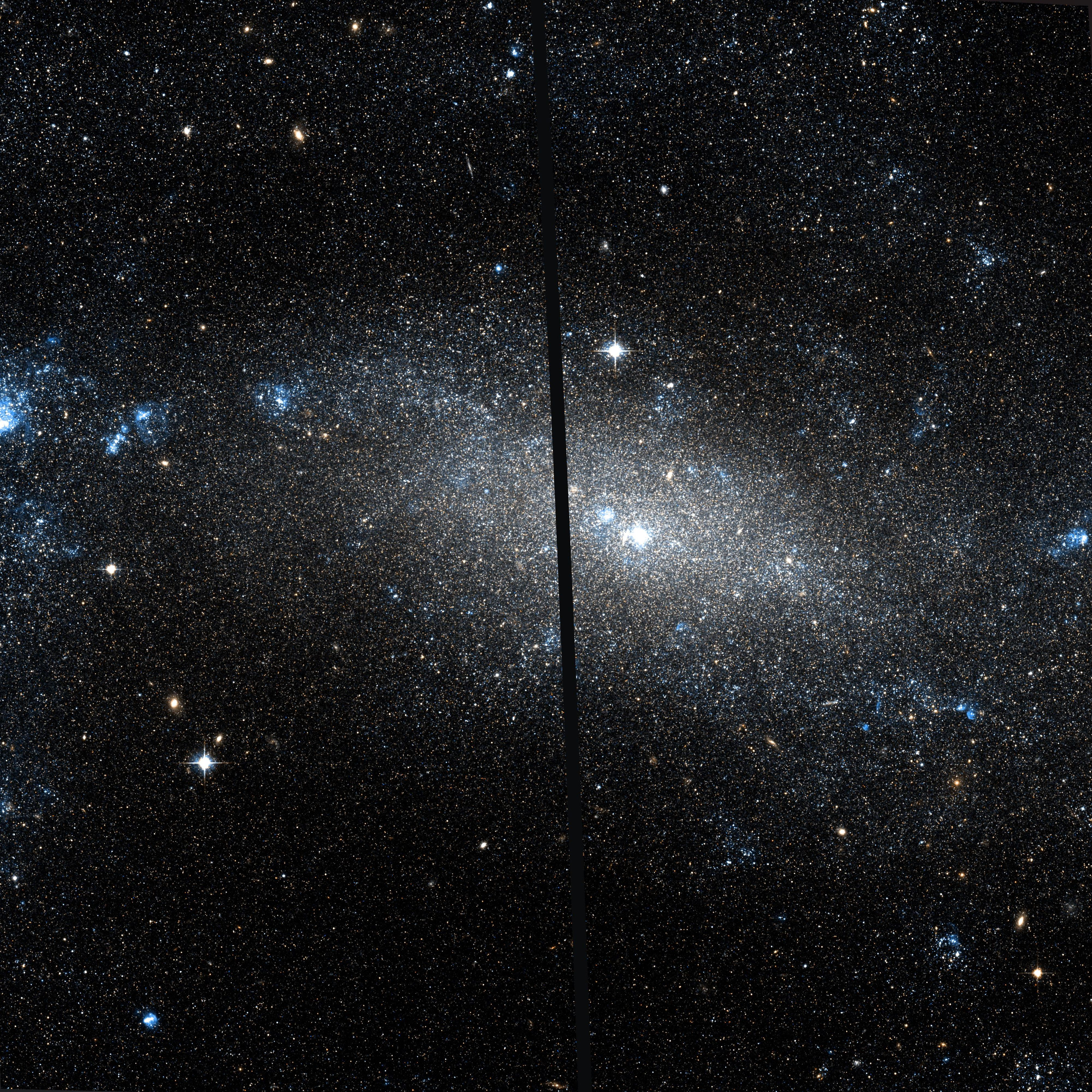
NGC 4395 par le télescope spatial Hubble.
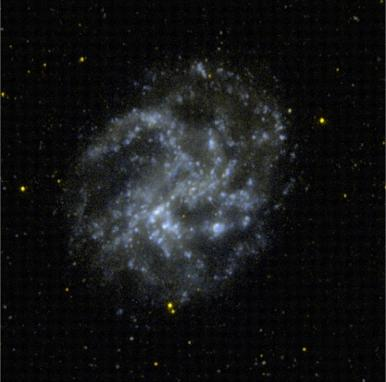
NGC 4395 dans le domaine de l'ultraviolet par le télescope spatial GALEX.